# 구다라노코니키시 에이손
구다라노코니키시 에이손(百済王英孫, ?~?)은 나라 시대 후기부터 헤이안 시대 초기의 귀족과 무인을 지낸 인물이며, 구다라노코니키시 지쿄(百濟王 慈敬)의 후손이다. 속일본기에 의하면 야마토 조정이 735년에 에이손(英孫)의 부친인 지쿄(百濟王 慈敬)에게 종5위하(從五位下)를 수여했다.

## 같이 보기
- 구다라오 신사(百濟王神社)
- 구다라노코니키시